# NGC 102
NGC 102 est une galaxie lenticulaire située dans la constellation de la Baleine. NGC 102 a été découverte par l'astronome américain Francis Leavenworth en 1886.

## Caractéristiques
Sa vitesse par rapport au fond diffus cosmologique est de 7 011 ± 32 km/s, ce qui correspond à une distance de Hubble de 103,3 ± 7,2 Mpc (∼337 millions d'al).
À ce jour, une mesure non basée sur le décalage vers le rouge (redshift) donnent une distance d'environ 104,000 Mpc (∼339 millions d'al). Cette valeur est à l'intérieur des valeurs de la distance de Hubble.